# 化妝舞會 (歌劇)
《化妝舞會》（義大利語：Un ballo in maschera）是由朱塞佩·威尔第作曲、Antonio Somma作詞的著名三幕歌劇。根据《国王的刺杀》所作，但並不完全符合史實。在創作期间，政府要求威尔第对歌剧上的政治敏感事项作出变动。

## 背景

### 首演
1859年2月17日，羅馬阿波羅劇院

## 外部連結
- 化妝舞會 (歌劇)：国际乐谱典藏计划上的乐谱